# Drew Pomeranz
Thomas Andrew Pomeranz (Collierville, 22 novembre 1988) è un giocatore di baseball statunitense, lanciatore di rilievo per i San Diego Padres della Major League Baseball (MLB).
Suo fratello maggiore Stu ha giocato in MLB durante la stagione 2012 con i Baltimore Orioles. Drew e Stu sono pronipoti del giocatore professionista di football e baseball Garland Buckeye, attivo tra il 1918 e il 1928.

## Carriera

### Gli Inizi
Pomeranz si diplomò alla Collierville High School nella sua città natale, e fu inizialmente selezionato dai Texas Rangers nel dodicesimo turno del draft 2007. Decise di non firmare e si iscrisse all'Università del Mississippi. Venne poi nuovamente selezionato durante il draft 2010 dai Cleveland Indians, nel primo turno come 5ª scelta assoluta. Firmò con gli indians il 16 agosto 2010, proprio poco prima della scadenza; il suo contratto includeva un bonus di firma di 2,65 milioni, che fu il più grande bonus dato a un lanciatore del college nel draft di quell'anno.

### Major League Baseball
Il 31 luglio 2011 Pomeranz, assieme ad Alex White, Joe Gardner e Matt McBride, fu scambiato con i Colorado Rockies per Ubaldo Jiménez. Debuttò nella MLB l'11 settembre 2011, al Coors Field di Denver, contro i Cincinnati Reds. Nella sua prima stagione giocò in 4 partite della MLB e in 20 nella MiLB, principalmente nella classe A-avanzata, con qualche apparizione nella Doppia-A.
Il 10 dicembre 2013, Pomeranz fu scambiato, assieme al lanciatore di minor league Chris Jensen, con gli Oakland Athletics in cambio di Brett Anderson.
Il 2 dicembre 2015, gli Athletics scambiarono Pomeranz, assieme a José Torres e un giocatore da nominare in seguito o una somma in denaro, con i San Diego Padres in cambio di Marc Rzepczynski e Yonder Alonso. Nel 2016, mentre militava nei San Diego Padres, fu convocato per partecipare all'87º All-Star Game, nella formazione della National League. Dopo la pausa per l'evento, il 14 luglio fu scambiato con i Boston Red Sox per Anderson Espinoza.
Nel 2018 giocò la prima partita della stagione il 20 aprile, dopo aver cominciato la stagione nella lista degli infortunati a causa di stiramento del flessore del carpo. Il 5 giugno, fu inserito nuovamente nella lista degli infortunati per una tendinite al bicipite del braccio sinistro. Fu riattivato il 24 luglio come lanciatore di rilievo.
Il 31 luglio 2019, i Giants scambiarono Pomeranz e Ray Black con i Milwaukee Brewers per Mauricio Dubon. Divenne free agent a stagione conclusa.
Il 27 novembre 2019, Pomeranz firmò un contratto quadriennale, dal valore complessivo di 34 milioni di dollari, con i San Diego Padres.
Il 14 agosto 2021, Pomeranz chiuse la stagione in anticipo per sottoporsi a un intervento chirurgico al tendine del flessore.

## Palmarès

### Club
- World Series: 1

Boston Red Sox: 2018

### Individuale
- MLB All-Star: 1

2016